# 清川美保子
清川 美保子（きよかわみほこ、1951年7月31日  - ）は、 日本のスタイリスト、服飾デザイナー、ホリスティックニュートリション博士(Ph.D)、アートディーラー。
鹿児島県出身。劇団四季付属研究所を経て、コマーシャル制作、舞台衣装デザインを手掛ける。その後、mihoko's 21grams New Yorkなど、自社ブランドのブティック・カフェ・レストランを経営。2017年よりMihoko Designs Sohoを拠点にデザイン＆アートビジネスを展開。ビーガンベイキング、鮨シェフ、ケトジェニックダイエットアドバイザーなどの資格を持つ。

## 作品

### 舞台衣装デザイン
浅利慶太演出作品 舞台衣装デザイン
- 1982年：ミュージカル「エビータ」（日生劇場）
- 1991年：ミュージカル「ウエストサイドストーリー」（日生劇場）
- 1992年：ストレートプレイ「テッサ」（青山劇場）

宮本亜門演出作品 舞台衣装デザイン
- 1990年：ミュージカル「マランドロ」[4]（日生劇場）
- 1993年：ミュージカル「香港ラプソディ」[4]（アートスフィア劇場　現・天王洲 銀河劇場）

ジャニー喜多川演出作品 舞台衣装デザイン
- 1991年：ミュージカル「PLAYZONE'91 SHOCK」（青山劇場）

### コンサートデザイン・製作
- 1996-7年：世界3大テノール日本公演「ルチアーノ・パヴァロッティ、ホセ・カレーラス、プラシド・ドミンゴ 来日コンサート」（国立競技場ほか）
- 中島みゆき[5] ・荒井由実・由紀さおり・郷ひろみ・少年隊・安全地帯・田原俊彦・近藤真彦・金子由香利[6]・塩田美奈子・山口道子などのコンサート

### コマーシャル制作
- 1972-2012年：富士フイルム・レナウン・ネスカフェ・日産・ソニー・トヨタ・資生堂・サントリー・アサヒビール・日清食品・コニカほか

## 店舗
- 1988年：ブティック ガリレオガリレイ青山本店
- 1991年：ブティック ガリレオガリレイ日本橋高島屋店
- 1991年：ブティック ドレスショップガリレオガリレイ銀座店
- 1994年：カフェ ミセスガリレオ聖路加ガーデン店
- 1994年：オーガニック＆エナジーショップ ミセスガリレオ銀座店
- 2012年：レストラン mihoko’s 21grams NEW YORK フラットアイアン本店[7][8]